# Adolf Wala
Adolf Wala (* 18. Mai 1937 in Drnholec (Dürnholz), Südmähren) ist Vorstandsvorsitzender der Finanzmarktbeteiligung Aktiengesellschaft und war in verschiedenen leitenden Positionen für die Oesterreichische Nationalbank tätig.

## Ausbildung und berufliche Laufbahn
Wala maturierte an der Handelsakademie der Wiener Kaufmannschaft, arbeitete zunächst bei der Creditanstalt-Bankverein und trat 1965 seinen Dienst bei der Oesterreichischen Nationalbank an. Von 1988 bis 1998 war er deren Generaldirektor und von 1998 bis 2003 deren Präsident.

## Ehrenamtliche Tätigkeiten
- Mitglied des Vorstandes und des wissenschaftlichen Beirats der Österreichischen Gesellschaft für Europapolitik – zeitweise auch deren Präsident
- Präsident des Vereins der Freunde der Wiener Polizei[1]
- Ehrenpräsident des First Vienna FC – bis 2009 deren Präsident[2]
- Schatzmeister der Jerusalem Foundation Österreich.[3]

## Ehrentitel und Auszeichnungen
- Ehrensenator der Technischen Universität Wien (seit 1990)[4]
- Kommerzialrat (seit 1994)
- Ehrensenator der Universität Salzburg (seit 1997)[5]
- Ehrensenator der Wirtschaftsuniversität Wien[6]
- Großes Goldenes Ehrenzeichen für Verdienste um das Land Wien (1994)
- Verdienstorden des Souveränen Malteser-Ritter-Ordens (1998)
- Großes Goldenes Ehrenzeichen mit dem Stern für Verdienste um die Republik Österreich[7] (1999)
- Arthur-von-Rosthorn-Medaille (2000)
- Goldene Ehrenmedaille der Bundeshauptstadt Wien (2009)